# Corinna bicincta
Corinna bicincta är en spindelart som beskrevs av Simon 1896. Corinna bicincta ingår i släktet Corinna och familjen flinkspindlar. Inga underarter finns listade i Catalogue of Life.